# 練健輝

## 簡歷
出生於馬來西亞馬六甲市，畢業於馬六甲培風中學。高中畢業後便開始來臺就學，並畢業於世新大學廣播電視電影學系，以及國立臺北藝術大學電影創作碩士班導演組。
於2011年參與由侯孝賢導演創辦之第3屆⾦⾺電影電影學院，獲選成為當年來⾃全球華⼈新銳導演中最年輕的學員。2016年以碩⼠班課堂作業《菸》獲得第38屆金穗獎最佳編導獎。2018年以短⽚劇本《防蚊貼⽚》獲得公共電視新創電影補助，本⽚亦獲得2018年第17屆北京電影學院國際學⽣影視作品獎（ISFVF）優秀作品獎。
目前定居於台灣，並從事影像工作。 此外亦持續與恩師王小棣導演學習影像創作，並擔任其監製作品小菁與言言 共同編劇與導演一職。

## 電視劇/影集
導演
2024 小菁與言言 (共同編劇）
2024 穿樂吧！1934女孩
編劇
2024 孤村草人（共同編劇）

## 電視電影
編劇/導演
2018 防蚊貼片（公視新創電影短片）

## 微電影
導演
2019 《一線曙光》（台北市視障者家長協會微電影）
2012 《愛一樣，一樣愛》（第十屆台灣同志大遊行宣傳影片）

## 網路節目
導演
2019 《最萌台灣夫夫！9V和史提的加拿大蜜月之旅！》EP1-4

## 電影短片
導演
2017《39Alpha》（電影短片）
2017 植劇場—花甲男孩轉大人#花甲歌舞 《愛情為何這麼不容易》
2017 植劇場—花甲男孩轉大人番外篇２ #圓仔炒大麵
2017 植劇場—花甲男孩轉大人番外篇４ #詩詞傳情
2017《舍我之戀》（世新大學60週年校慶微電影）
2016《愛國獎券》（植劇場短片）
2016《埋藏》（電影短片）
2016《吉他手》（電影短片）
2016《Lost in HK》（電影短片）
2015《菸》（電影短片）
2011《咖啡夜》（金馬電影學院共同創作短片）
2011《再演一齣戲》（電影短片）
副導
2023《男孩奇幻夜》（電影短片，導演：陳潔瑤）

## 電影長片
副導
2023 愛是一把槍（電影長片，導演：李鴻其）
1. ↑  .   [2023-10-30]. （原始内容存档于2023-10-30）.
2. ↑  .   [2023-10-30]. （原始内容存档于2023-10-30）.
3. ↑  .   [2023-10-30]. （原始内容存档于2023-10-30）.
4. ↑  .   [2023-10-30]. （原始内容存档于2023-10-30）.
5. ↑  .   [2023-10-30]. （原始内容存档于2023-10-30）.